# Château de Porcheresse (Havelange)
Ne doit pas être confondu avec Château de Porcheresse (Daverdisse).
Le château de Porcheresse est un château situé dans la section de Porcheresse faisant partie de la commune de Havelange en Belgique (province de Namur). Deux parties de ce château font l'objet d'un classement.

## Localisation
Le château est situé dans le village condrusien de Porcheresse au no 23 de la rue Albert Billy, à environ 300 mètres de l'église Saint-Vincent Ferrier. Il fait partie d'un domaine privé partiellement arboré et protégé le long de la voirie par un mur en pierre calcaire.

## Historique
Le château de Porcheresse est construit vers 1750-1760 à l’initiative de Pierre-Robert de Cartier de Marchienne (1717-1790), dramaturge et homme politique (bourgmestre de Liège en 1768, député perpétuel des États du Pays de Liège et du comté de Looz).

## Description
L'ensemble est constitué de deux bâtiments distincts placés en L. 
Le premier bâtiment abritant les dépendances se situe le long de la rue et mesure une quarantaine de mètres. Cette longue façade en pierre calcaire comprenant onze baies vitrées est interrompue par un haut porche d'entrée de style Louis XIV avec arc en plein cintre, appareillé à refends et crossettes sous un fronton triangulaire reprenant les armoiries de la famille Cartier. 
Placé perpendiculairement à la rue et à la dépendance, le château est construit en brique sur cinq travées et deux niveaux (un étage) sur un soubassement en pierre calcaire. Accessible par un perron à double volée, la porte axiale est munie d’une imposte. Deux annexes ont été ajoutées latéralement. La toiture pentue en ardoises est percée de lucanes.

## Classement et protection
Le porche d'entrée et la couverture du château de Porcheresse-en-Condroz sont repris depuis le 27 novembre 1979 sur la liste du patrimoine immobilier classé de Havelange.

### Source et lien externe
- Inventaire du patrimoine immobilier culturel